# Роргон I (граф Мэна)
Роргон (Рорикон) I (фр. Rorgon (Rorico); умер 19 июня 839 или 840) — граф Ренна (819—?) и граф Мэна (832—839/840), сын Гозлена I и Адельтруды.

## Биография

### Правление
Роргон жил при дворе императора Карла Великого, а император Людовик I Благочестивый в 819 году поручил ему графство Ренн. В 824 году он основал аббатство Сен-Мор-де-Гланфеиль. В 832 году император Людовик сделал Роргона графом Мэна.
Умер Роргон 16 июня 839 или 840 года.

### Брак и дети
Когда Роргон жил при дворе Карла Великого, то он поддерживал отношения с Ротрудой (ок. 775—810), дочерью Карла Великого и Хильдегарды. От этой связи родился сын:
- Людовик (ок. 800—867) — аббат Сен-Дени, канцлер Карла II Лысого

Жена: Билишильда
- Роргон II (ум. в 866) — граф Мэна с 853 года
- Гозфрид (ум.  в 878) — граф Мэна с 866 года, маркиз Нейстрии с 865 года
- Билишильда (?); 1-й муж: Бернар II (ум. в 844), граф Пуатье с 840 года; 2-й муж: Рамнульф I (ум. в 866), граф Пуатье с 839 года, герцог Аквитании с 845 года[2]
- Гозлен (834—886) — епископ Парижа с 884 года, канцлер Карла II Лысого